# نويل لونش
نويل لونش (بالإنجليزية: Noel Lynch)‏ هو سياسي بريطاني، ولد في 20 يناير 1947. حزبياً، نشط في حزب الخضر في إنجلترا وويلز.